# Parafia św. Jadwigi w Bolesławie
Parafia św. Jadwigi w Bolesławiu – rzymskokatolicka parafia znajdująca się w Bolesławiu. Parafia należy do dekanatu Tworków i diecezji opolskiej.

## Historia
Miejscowość należała pierwotnie do morawskojęzycznej parafii w Píšťu w dekanacie hulczyńskim archidiecezji ołomunieckiej, na terenie tzw. dystryktu kietrzańskiego. Usamodzielniła się w 1915. Od końca II wojny światowej w granicach Polski i dekanatu Kietrz. W 1972 powstała diecezja opolska i dekanat Tworków, co zakończyło okres formalnej przynależności do archidiecezji ołomunieckiej.

## Galeria

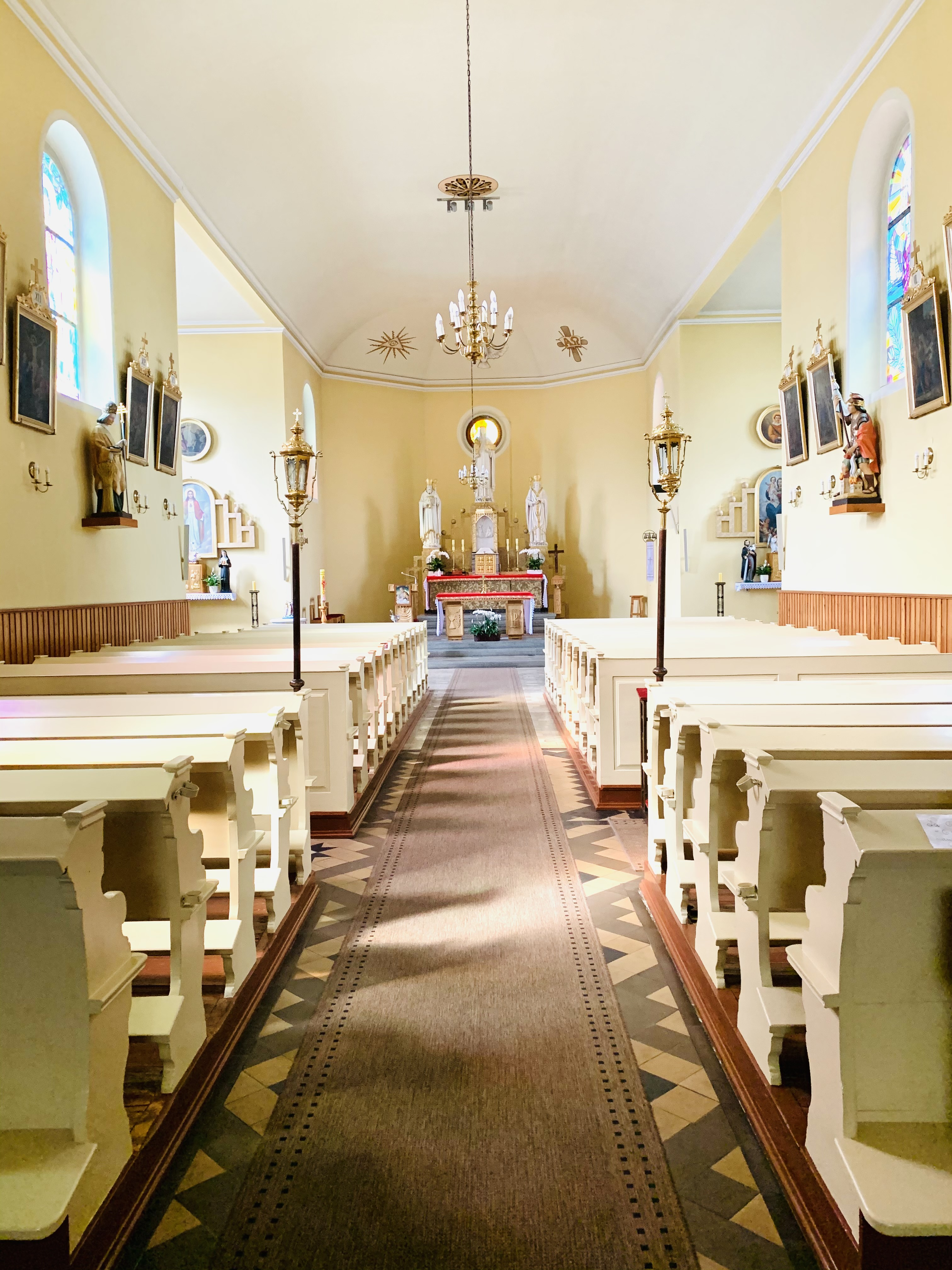
Nawa kościoła
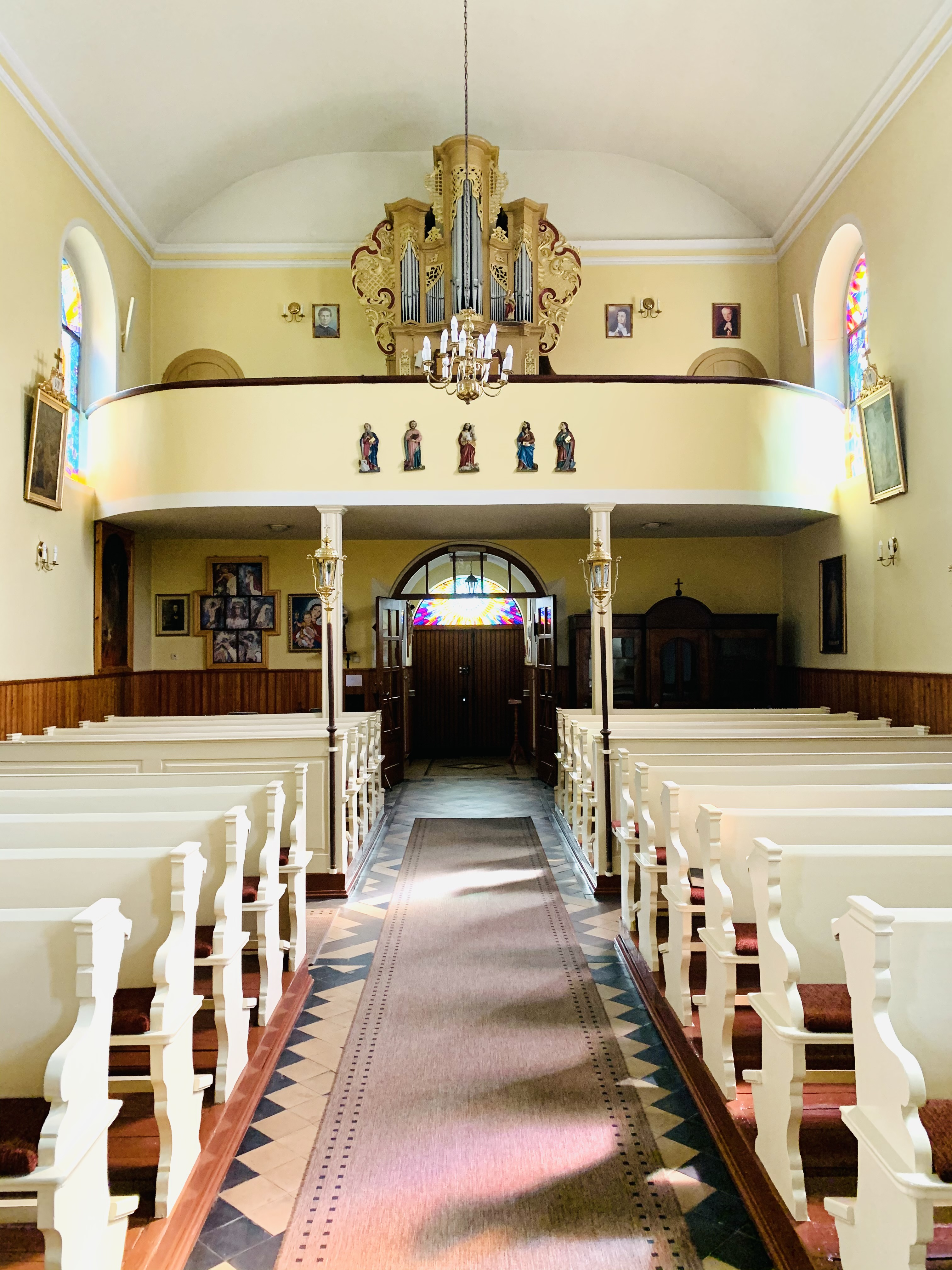
Chór
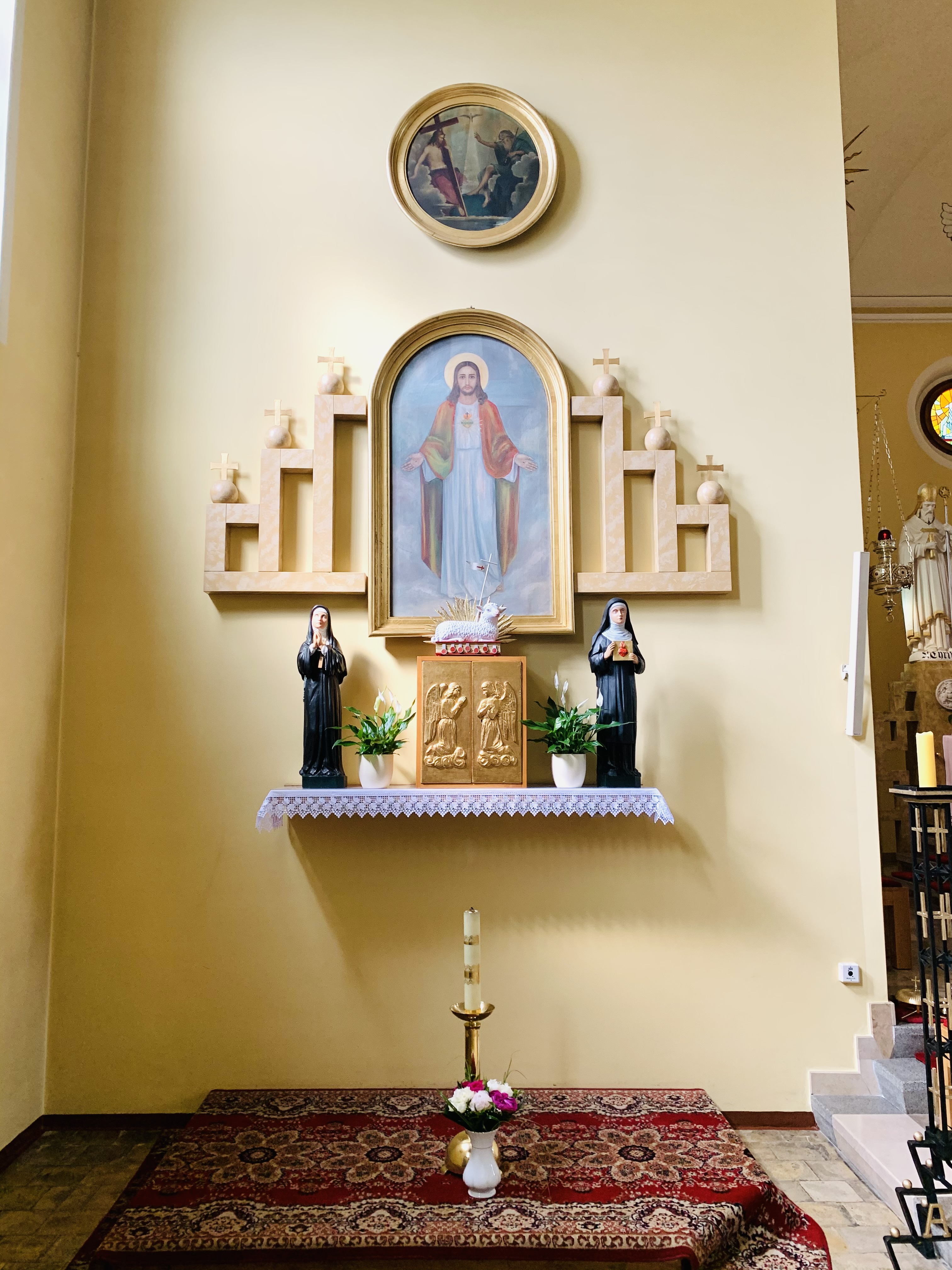
Ołtarz boczny